# Aeroportul Montpellier – Méditerranée
Aeroportul Montpellier – Méditerranée (în franceză Aéroport de Montpellier-Méditerranée) (IATA: MPL, ICAO: LFMT) este un aeroport din Mauguio, Hérault, Occitania, Franța metropolitană, Franța ce deservește zona Montpellier. Aeroportul a fost tranzitat în 2022 de 1.761.087 de pasageri. A fost deschis în 1946 și numit după zona deservită.
Situat la o altitudine de 5 m, aeroportul dispune de 2 piste.

## Infrastructură

### Piste
Aeroportul dispune de 2 piste. Pista 12L/30R are suprafața de asfalt și dimensiunile 2.600 m × 45 m. Pista 12R/30L are suprafața de asfalt și dimensiunile 1.100 m × 30 m. 